# 산뜻한 오후
이지희의 산뜻한 오후는 CBS 표준FM에서 월~토요일 오후 3시 5분부터 오후 5시까지 방송했던 라디오 프로그램이다. 2004년 5월 8일 자로 4년만에 폐지되었다.

## 역대 DJ
- 2000년 5월 1일 ~ 2002년 3월 30일 : 김현주
- 2002년 4월 1일 ~ 2004년 5월 8일 : 이지희

## 같이 보기
- CBS 표준FM
- 기독교방송

| CBS 표준FM 월~토요일 프로그램 |                         |                         |
| 이전                          | 이지희의 산뜻한 오후    | 다음                    |
| 5분 메시지                    | 이지희의 산뜻한 오후    | 함께사는 세상           |
| 오후 2시 55분 ~ 오후 3시      | 오후 3시 5분 ~ 오후 5시 | 오후 5시 5분 ~ 저녁 6시 |
|                               |                         |                         |